# Alexandre Astier (historien)
Pour les articles homonymes, voir Astier.
Ne pas confondre avec le réalisateur Alexandre Astier.
Alexandre Astier, né le 17 février 1968, est un auteur sur l'histoire des religions en Inde. Il a notamment écrit plusieurs ouvrages sur l'hindouisme.
Il est membre associé du Centre de recherche sur l'Extrême-Orient de l'Université Paris-Sorbonne et maître de conférences.

## Publications

### Ouvrages
- Comprendre l'hindouisme, Paris, Eyrolles, 2006, 221 p. (ISBN 978-2-7081-3720-2, BNF 40978162) « Cet ouvrage prend la forme d'un petit manuel permettant à chacun d’appréhender de façon simple, claire et rapide la religion hindoue. Il permet de comprendre les principaux éléments historiques et structurels de cette religion, depuis ses origines jusque dans ses développements les plus contemporains. (…) Points forts : Un discours clair, pédagogique et structuré qui permet d’appréhender et comprendre l’hindouisme sous ses différents aspects. Des résumés en fin de chapitre qui permettent de rappeler les données essentielles. L’usage et la mention d’ouvrages d’indianistes reconnus et souvent de référence. L’emploi de tableaux synthétiques qui permettent une lecture plus facile de certaines données »[3].
- Petite histoire de l'Inde, Paris, Eyrolles, 2007, 211 p. (ISBN 978-2-212-53925-7, BNF 41180461)
- Les maîtres spirituels de l'hindouisme, Paris, Eyrolles, 2008, 238 p. (ISBN 978-2-212-54194-6, BNF 41396476)
- Citations hindoues expliquées, Paris, Eyrolles, 2008, 184 p. (ISBN 978-2-212-55539-4, BNF 43548017)
- L'hindouisme, Paris, Eyrolles, 2013, 219 p. (ISBN 978-2-212-55213-3, BNF 42531775) « Cet ouvrage, qui se présente comme une synthèse d’introduction et de référence sur l’histoire, les fondements, les courants et les pratiques tient toutes ses promesses. (…) Très utile pour les novices, qui verront plus clair dans le foisonnement de la pensée indienne. »[4].

### Articles
- « La quête des Indes. Rêver les Indes : Quelques regards européens sur l'Inde entre 1497 et 1947 », in Musique et utopies, Paris, Cité de la Musique, 2010, p. 63-74.
- « L'immortalité dans l'hindouisme », Religions & histoire, no 52,‎ septembre-octobre 2013 (ISSN 1772-7200)
- « Espace et temps. L'au-delà dans l'hindouisme », Religions & histoire, no 54,‎ janvier-février 2014 (ISSN 1772-7200)

### Thèse
En 2014, Alexandre Astier a soutenu une thèse de doctorat en Histoire de l'art sur l’iconographie de Kubera : « Si l’étude de la personnalité et des représentations de Kubera a suscité, dans le passé, un certain nombre de travaux, aucune étude approfondie ne lui avait été consacrée, englobant à la fois sa présence dans la littérature de l’Inde ancienne et tous ses différents types d’images dans l’hindouisme, le bouddhisme et le jaïnisme ».